# Prairie Village
Prairie Village és una població dels Estats Units a l'estat de Kansas. Segons el cens del 2000 tenia 22.072 habitants.

## Demografia
Segons el cens del 2000, Prairie Village tenia 22.072 habitants, 9.833 habitatges, i 6.165 famílies. La densitat de població era de 1.370,1 habitants/km².
Dels 9.833 habitatges en un 26,6% hi vivien nens de menys de 18 anys, en un 52,8% hi vivien parelles casades, en un 7,9% dones solteres, i en un 37,3% no eren unitats familiars. En el 32,6% dels habitatges hi vivien persones soles el 13,8% de les quals corresponia a persones de 65 anys o més que vivien soles. El nombre mitjà de persones vivint en cada habitatge era de 2,23 i el nombre mitjà de persones que vivien en cada família era de 2,84.
Per edats la població es repartia de la següent manera: un 22,2% tenia menys de 18 anys, un 4,6% entre 18 i 24, un 29,6% entre 25 i 44, un 24% de 45 a 60 i un 19,6% 65 anys o més.
L'edat mediana era de 41 anys. Per cada 100 dones de 18 o més anys hi havia 80,2 homes.
La renda mediana per habitatge era de 58.685 $ i la renda mediana per família de 70.602 $. Els homes tenien una renda mediana de 50.428 $ mentre que les dones 37.321 $. La renda per capita de la població era de 34.677 $. Entorn de l'1,4% de les famílies i el 2,5% de la població estaven per davall del llindar de pobresa.

## Poblacions més properes
El següent diagrama mostra les poblacions més properes.